# Pedro Ricardo Barreto Jimeno
Pedro Ricardo Barreto Jimeno (Lima, 12 febbraio 1944) è un cardinale e arcivescovo cattolico peruviano, dal 12 febbraio 2024 arcivescovo emerito di Huancayo.

## Biografia
È nato il 12 febbraio 1944 a Lima.

### Formazione e ministero sacerdotale
Entrato nella Compagnia di Gesù, ha studiato in Spagna e in patria. È stato ordinato sacerdote il 18 dicembre 1971.
È stato prima assistente del maestro dei novizi (1972-73), quindi dal 1973 al 1982 professore e direttore spirituale del collegio "Cristo Rey" di Tacna e dal 1976 anche parroco e superiore della comunità di Tacna, incarico in seguito ricoperto dal 1995 fino alla nomina a vicario apostolico di Jaén en Perù il 21 novembre del 2001.

### Ministero episcopale
Già vicario apostolico dal 2001, il 17 luglio del 2004 è stato nominato da papa Giovanni Paolo II arcivescovo metropolita di Huancayo.
Papa Francesco lo ha creato cardinale nel concistoro del 28 giugno 2018.
Il 7 settembre 2019 lo stesso pontefice lo ha nominato presidente delegato dell'assemblea speciale del Sinodo dei vescovi per l'Amazzonia che si è tenuto in Vaticano dal 6 al 27 ottobre insieme all'amministratore apostolico di Caracas, il cardinale Baltazar Enrique Porras Cardozo, e al prefetto della congregazione per gli istituti di vita consacrata e le società di vita apostolica, il cardinale João Braz de Aviz.
Il 27 marzo 2022 è stato eletto presidente della Conferenza ecclesiale dell'Amazzonia, succedendo al cardinale Cláudio Hummes.
Il 12 febbraio 2024 ha compiuto ottant'anni e, in base a quanto disposto dal motu proprio Ingravescentem Aetatem di papa Paolo VI del 1970, è uscito dal novero dei cardinali elettori ed è decaduto da tutti gli incarichi ricoperti nella Curia romana. Il medesimo giorno papa Francesco ha accolto la sua rinuncia al governo pastorale dell'arcidiocesi di Huancayo per raggiunti limiti di età.

## Genealogia episcopale e successione apostolica
La genealogia episcopale è:
- Cardinale Scipione Rebiba
- Cardinale Giulio Antonio Santori
- Cardinale Girolamo Bernerio, O.P.
- Arcivescovo Galeazzo Sanvitale
- Cardinale Ludovico Ludovisi
- Cardinale Luigi Caetani
- Cardinale Ulderico Carpegna
- Cardinale Paluzzo Paluzzi Altieri degli Albertoni
- Papa Benedetto XIII
- Papa Benedetto XIV
- Papa Clemente XIII
- Cardinale Giovanni Francesco Albani
- Cardinale Carlo Rezzonico
- Cardinale Antonio Dugnani
- Arcivescovo Jean-Charles de Coucy
- Cardinale Gustave-Maximilien-Juste de Croÿ-Solre
- Vescovo Charles-Auguste-Marie-Joseph Forbin-Janson
- Cardinale François-Auguste-Ferdinand Donnet
- Vescovo Charles-Emile Freppel
- Cardinale Louis-Henri-Joseph Luçon
- Cardinale Charles-Henri-Joseph Binet
- Cardinale Maurice Feltin
- Cardinale Jean-Marie Villot
- Arcivescovo Luigi Dossena
- Vescovo José María Izuzquiza Herranz, S.I.
- Cardinale Pedro Ricardo Barreto Jimeno, S.I.

La successione apostolica è:
- Arcivescovo Gilberto Alfredo Vizcarra Mori, S.I. (2014)
- Vescovo Carlos Alberto Salcedo Ojeda, O.M.I. (2016)
- Vescovo Luis Alberto Barrera Pacheco, M.C.C.I. (2016)
- Vescovo Augusto Martín Quijano Rodríguez, S.D.B. (2019)
- Vescovo Jesús María Aristín Seco, C.P. (2020)
- Arcivescovo Luis Alberto Huamán Camayo, O.M.I. (2021)
- Vescovo Humberto Tapia Díaz (2022)
- Vescovo Ángel Ernesto Zapata Bances, O.C.D. (2022)